# Eugênio Plazolles
Eugênio Plazolles ou Eugène Plazolles (Paris, 30 de abril de 1835 — Buenos Aires, 31 de maio de 1888)  engenheiro civil francês pela École Centrale des Arts et Manufactures de Paris.  Em  1855 iniciou seus estudos na Escola Central de Artes e Manufaturas de Paris e obteve o diploma de Engenheiro Civil em 1858. Em 1860  é admitido como membro na Sociedade dos Engenheiros Civis da França  e em  1880 na Sociedade de Geografia de Paris. 

Atuou  em ferrovias na França e na Espanha de 1858 à 1869.  Foi diretor de obras  públicas no Peru   e engenheiro  do governo chileno de 1870  à 1876.    Trabalha como engenheiro empreiteiro de ferrovias e em  obras públicas no sul do Brasil de 1877 à 1886.   Em 1886   é nomeado Diretor da Escola de Artes e Ofícios de Buenos Aires – Argentina. 

## Trabalhos desenvolvidos[1]

### França-Espanha-Suíça
Como engenheiro civil em 1858  trabalha no escritório central de estudos da ferrovia Paris-Lyon-Mediterrâneo (PLM).  Em 1860 é engenheiro inspetor do Registro Territorial da Espanha e coordenador dos estudos da ferrovia de Córdoba a Belmez (Espanha).  De 1861 a 1862 trabalha como engenheiro em ferrovia no norte da Espanha.
Participa dos estudos e da construção de ferrovia na região dos departamentos de Charente e Charente-Maritime no sudoeste da França de 1863 a 1864.  De 1865 a 1867  é engenheiro na companhia da ferrovia da Seudre na mesma região, considerada a primeira ferrovia de interesse local fundada na França.  
Realiza ainda em 1867 estudos para a construção de ferrovias regionais nos departamentos de  Charente e Charente-Maritime e de uma ponte pivotante no rio Charente.  Faz os estudos e organiza a criação da ferrovia entre Barbézieux e Châteauneuf na citada região e é  encarregado de redigir os estatutos da mesma.  Estes estatutos são publicados como modelo na obra de C. A. Oppermann sobre as ferrovias econômicas de interesse local.
Em 1868 – 69 é engenheiro inspetor da ferrovia Ligne d’Italie pelo Simplon, ferrovia esta que partindo  da Suíça  (região do Lago Léman e cantão de  Valais) tinha como objetivo cruzar os Alpes e chegar na região do Piemonte (norte da  Itália)  criando um eixo principal entre Paris e Milão. Na mesma época exerce também o cargo de chefe do serviço de navegação do Lago Léman. 

### Peru
Em 1870  apresentado pela Sociedade dos Engenheiros Civis da França é contratado pelo  Encarregado de Negócios do Peru na Europa como engenheiro do governo peruano. Nomeado Diretor das Obras Públicas em Lima  assume os trabalhos mais variados tais como: edifícios públicos, rede de esgotos,  fornecimento de água potável, etc.  Ainda no Peru,  no trecho da ferrovia ligando o porto de Mollendo à cidade de Arequipa  que começava a se construir  a partir de 1871  foi incumbido de estabelecer  uma nova estação no local chamado Vítor  ( atual km. 135 ) assim como  fazer o traçado de um novo povoamento.
Nessa  mesma época foi encarregado por proprietários de terras a serem atravessadas pela ferrovia Ilo – Moquegua, sul do Peru,  de tratar com o engenheiro responsável pela obra  Henry Meiggs a propósito  de direitos fundiários.

### Chile
Em 1875 é chamado pelo Ministro do Interior do Chile  para ocupar o posto de engenheiro de Pontes e Calçadas da província de Valparaíso e faz os estudos e orçamentos de uma barragem no rio Turbio, na Cordilheira dos Andes a 3.000 metros de altitude na atual província de Elqui, permitindo represar aproximadamente 17 milhões de m3 de água para irrigação de grande parte da região visando o desenvolvimento da agricultura local.   Esses estudos e orçamentos publicados oficialmente em 15 de junho de 1876 foram retomados e apresentados por políticos da região  em sessão da Câmara de Deputados na capital chilena em 12 de janeiro de 1901 e transformados  em projeto de lei.
Integrando  a Comissão Exploradora do Litoral norte de Atacama em 1876 é  encarregado pelo governo chileno  de realizar trabalhos de reconhecimento na citada região com a finalidade de estabelecer ali um porto de mar que serviria de local de escoamento  da produção mineral vinda do interior da mesma.   A expedição obteve resultados satisfatórios e logo os engenheiros da Comissão trataram de realizar os estudos de um caminho terrestre dirigindo-se para o interior da região assim como o traçado de uma nova povoação no futuro porto. O porto receberia em abril do ano seguinte o nome de Blanco Encalada.
Según Oscar Bermúdez Miral 2 embarcaron también a bordo del vapor Abtao los ingenieros Eugenio Plazolles y Macario Sierralta que cumpliendo órdenes del gobierno iban a realizar los trabajos de reconocimiento del litoral norte de Atacama. Partieron el 21 de octubre 1876 de Mejillones, llegando a la noche siguiente a Antofagasta. Allí, los ingenieros Sierralta y Plazolles elijieron el antiguo minero Secundino Corvalán, persona conocedora de los terrenos a recorrer para alcanzar al interior del desierto compreendido entre el paralelo 24 ( en la época límite fronterizo entre Bolívia y Chile )  y la Caleta de El Cobre, 15 ó 16 millas marítimas al Sur del mismo paralelo. Siempre según Bermúdez, a medida que la corbeta Abtao seguía más al Sur de la Caleta El Cobre, los expedicionarios observaban que la Cordillera se alejaba de la costa y en su lugar una llanura ancha se presentó. Delante ellos la Caleta de Remiendos y la quebrada de mismo nombre. Los expedicionarios habían encontrado las condiciones requeridas para establecer un puerto y una communicación terrestre con el interior del desierto.

Na obra “El Desierto de Atacama y el Territorio Reivindicado - Colección  de artículos político-industriales publicados en la prensa de Antofagasta en 1876 a 1882"  de Matías Rojas Delgado está citada a criação em 1876 da Comissão Exploradora do Litoral norte de Atacama por ordem do Ministro do Interior  Sr. José Vitorino Lastarria e onde o autor acima referido descreve aspectos e detalhes  inerentes àquele momento quando se começava a exploração do salitre na região. 

Realiza estudos visando  o estabelecimento  de faróis ao longo de toda a costa chilena  e propõe  ao governo chileno  a construção e exploração dos mesmos.  Esses faróis e faroletes seriam em número de setenta e sete e se estenderiam desde a entrada  oriental do Estreito de Magalhães  até a então  fronteira com a Bolívia.    A Comissão de Guerra e Marinha  consultada,  a Câmara de Deputados dá a sua aprovação originando um projeto de lei  que autoriza o Executivo a contratar a realização das obras.  Esse projeto de lei foi publicado no Diário Oficial da República em 25 de setembro de 1877.

### Brasil
A crise  financeira  tendo provocado a suspensão  de todas as obras públicas em andamento no Chile,  o engenheiro  Plazolles munido de cartas de apresentação de ministros chilenos  parte para o Brasil instalando-se   na capital do Império,  Rio de Janeiro em 1877.   É escolhido pelo Ministro da Agricultura e Obras Públicas como um dos  engenheiros contratantes no projeto de  construção da ferrovia de Porto Alegre a Uruguaiana no Estado do Rio Grande do Sul  assinando contrato para a construção de 15 km da mesma.   Já em dezembro de 1881 encontra-se como engenheiro empreiteiro da construção de 60 km. da ferrovia Rio Grande-Bagé, Estado do R.G. do Sul em um trecho situado entre a cidade de Pelotas e Bagé.
Em 1883  realiza os estudos juntamente com o engenheiro Sichel de um porto  artificial  na península entre o Oceano Atlântico e a Lagoa dos Patos, Estado do R.G. do Sul utilizando lagoas  existentes no território peninsular na altura do município de Mostardas.
Em 06 de junho de 1884 durante uma estadia  na França ele profere palestra na sede da Sociedade dos Engenheiros Civis da França em Paris sobre o estado das relações industriais e comerciais entre a América do Sul  e aquele país.   Faz um relato detalhado sobre os países sul-americanos e suas populações baseando-se  em observações feitas durante os  14 anos em que esteve por ali e incentiva industriais e engenheiros franceses a se instalarem no continente sul-americano.

### Argentina
Transfere-se para  a Argentina  em 1886  onde é nomeado pelo governo da Província de Buenos Aires Diretor da Escola de Artes e Ofícios recém fundada e  situada na cidade do mesmo nome.   Em um segundo momento é nomeado engenheiro inspetor no Ministério de Obras Públicas  encarregado de verificar o estado das obras da Ferrovia  Andina.   Incumbido pelo governo  da formalização da venda da Ferrovia Central-Norte de Córdoba a Tucumán à Companhia Hume & Brothers que acabava de adquiri-la do governo.
O engenheiro Plazolles falece repentinamente em 31 de maio de 1888 em Buenos Aires (Argentina).  